# Coqên
Coqên (chữ Tạng: མཚོ་ཆེན་རྫོང་; Wylie: mtsho chen rdzong; ZWPY: Coqên Zong; tiếng Trung: 措勤县; bính âm: Cuòqín Xiàn, Hán Việt: Thố Cần huyện) là một huyện của địa khu Ngari (A Lý), khu tự trị Tây Tạng, Trung Quốc.

### Trấn
- Thố Cần (措勤镇)

### Hương
- Từ Thạch (磁石乡)
- Khúc Lạc (曲洛乡)
- Giang Nhượng (江让乡)
- Đạt Hùng (达雄乡)